# Афиле
Афѝле (на италиански: Affile) е село и община в Централна Италия, провинция Рим, регион Лацио. Разположено е на 684 m надморска височина. Населението на общината е 1552 души (към 2010 г.).